# عبد الرحمن الخوارزمي

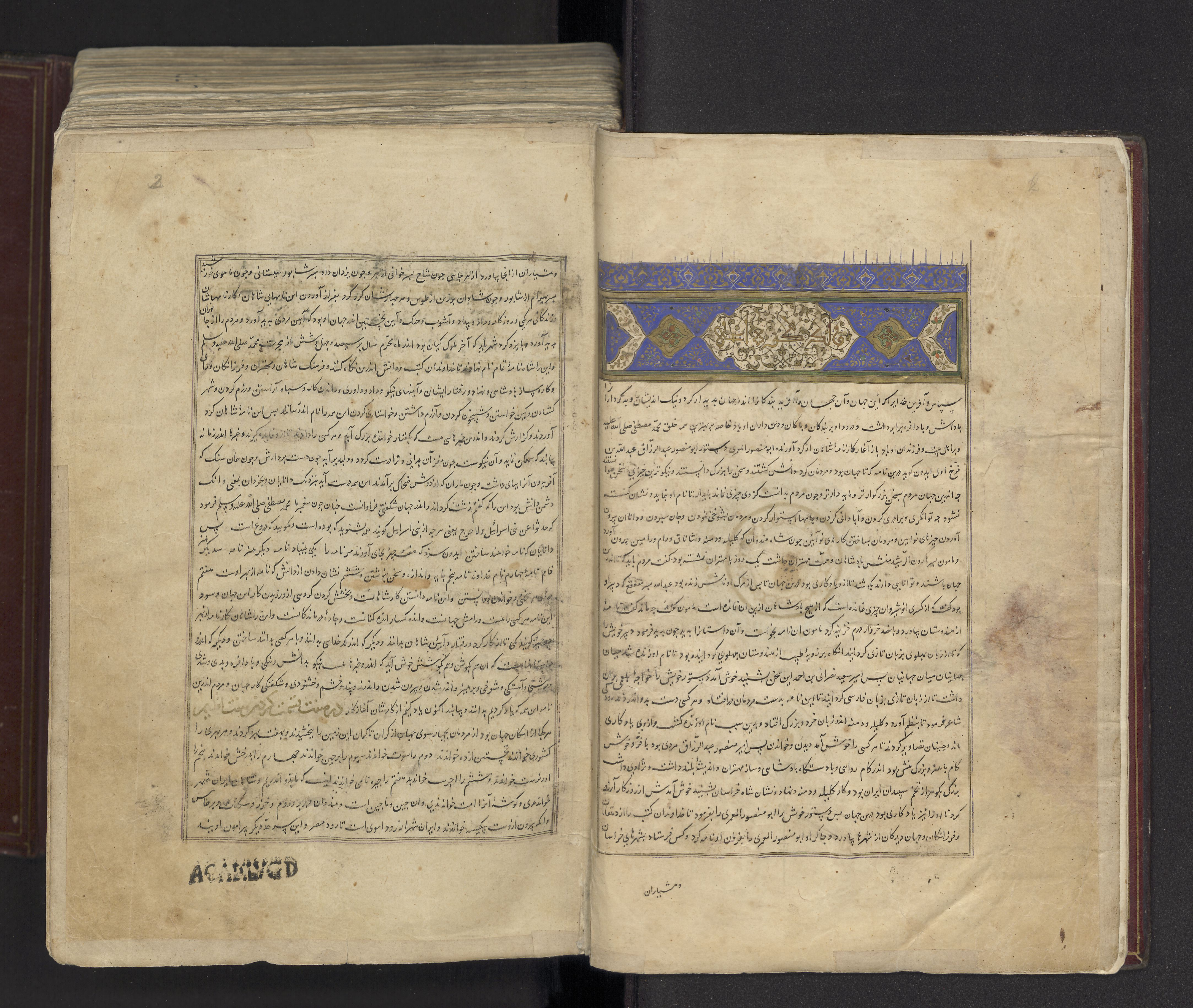
الشاهنامة بخط عبد الرحمن في جامعة لايدن.

عبد الرحمن الخوارزمي (توفي بعد عام 886 هـ) كان خطاطًا تخصّص في النستعليق من أعلام القرن التاسع الهجري. وهو والد عبد الرحيم المعروف بأنيسي، وعبد الكريم المعروف بالملك، وكلاهما كانا خطاطين بارعين.
كان عبد الرحمن الخوارزمي معاصرًا لأظهر التبريزي والسلطان علي المشهد، ووفقًا لميرزا حبيب، كان تلميذًا للمير عبد الله بن مير علي التبريزي. انضم عبد الرحمن في البداية إلى بلاط جهان شاه بن يوسف قراقويونلو (841-872 هـ) وبعد وفاته بفترة وجيزة انضم إلى بلاط السلطان يعقوب آق قاقيونلو (884-896 هـ).